# Setellia fusca
Setellia fusca är en tvåvingeart som först beskrevs av Macquart 1844.  Setellia fusca ingår i släktet Setellia och familjen Richardiidae. Inga underarter finns listade i Catalogue of Life.